# Weí
En física teòrica de partícules, el Weí ('Wino' en anglès) és una partícula elemental hipotètica supercompanya del bosó W (mediador de la interacció nuclear feble). Existirien tres weíns (W͂±, W͂3) sent classificats com a fermions en ser supercompanys dels bosons W± d'acord amb les prediccions de la supersimetria, i formarien part del grup dels gaugins. Els weins tindrien espín 1/2 i massa no nul·la. No han estat detectats encara, indicant que, si existeixen, tenen una massa molt elevada (i/o un acoblament molt feble amb les partícules normals).